# American Empire: Blood and Iron
American Empire: Blood and Iron is het in 2001 verschenen eerste deel van de American Empire trilogie van de Amerikaanse schrijver Harry Turtledove, met een alternatieve geschiedenis waarin niet de Unie maar de Confederatie de Amerikaanse Burgeroorlog heeft gewonnen.

## Plot
De Confederatie heeft de Amerikaanse Burgeroorlog (1861-62) en de Tweede Mexicaanse Oorlog (1881-82) gewonnen dankzij de steun van het Britse Rijk en Frankrijk. Nadien heeft de Unie zich met Duitsland en de Centralen verbonden. De Centralen winnen deze oorlog; de Unie niet in de laatste plaats door een overwicht aan mankracht en industrie, en de barrels (tanks). American Empire beschrijft het Interbellum, waarbij Blood and Iron de jaren 1917-1924 beschrijft.
De Verenigde Staten en het Duitse Keizerrijk zijn de grote overwinnaars van de oorlog. Ze leggen de Britten, Fransen en de CSA harde vredesvoorwaarden op. De CSA moet zijn leger en marine inkrimpen en mag geen tanks, vliegtuigen of duikboten meer bezitten. Sequoyah, Kentucky en Houston (westelijk Texas) worden door de Confederatie afgestaan en als staten tot de Unie toegelaten. Canada, Bermuda, de Bahama's en de Sandwicheilanden worden door de Britten afgestaan aan de Verenigde Staten, waarbij ze de status van bezet gebied krijgen en niet als staten meetellen. Quebec is en blijft onafhankelijk maar leunt sterk op de Verenigde Staten. In Europa bezetten de Duitsers België en handhaven ze een keten van vazalstaten in Oost-Europa, waarvan Polen de belangrijkste is. Ook Ierland wordt onafhankelijk. In Rusland leidt de revolutie tot een lange slepende burgeroorlog tussen de Roden en de Witten. Frankrijk en Groot-Brittannië krijgen soortgelijke vernederende bepalingen te verwerken als de Confederatie. De Unie is de nederlagen van 1862 en 1882 te boven gekomen en de Stars and Stripes wappert nu van de Noordelijke IJszee tot de Golf van Californië over een American Empire: een Amerikaans Rijk.
De euforie verdampt als de alledaagse werkelijkheid terugkeert. Banen zijn schaars en de lonen laag, nu de arbeidsmarkt weer wordt overspoeld door terugkerende mannen. Stakingen komen regelmatig voor, waarop de fabrieksbazen de politie en de Pinkertons inschakelen om deze met geweld te breken. De socialisten veroveren in 1918 een meerderheid in het Huis van Afgevaardigden, een duidelijk teken dat de mensen nu brood op de plank en een eerlijker verdeling van de welvaart willen. Roosevelt benoemt de stokoude generaal Custer tot militair gouverneur van bezet Canada, waar deze met ijzeren vuist regeert en zo wraak neemt voor de dood van zijn broer Tom. Er worden moordaanslagen op hem gepleegd door de Canadese patriot Arthur McGregor. Uiteindelijk wordt deze zelf het slachtoffer wanneer Custer de bom die McGregor naar hem gooit, opvangt en terugwerpt.
In de verslagen Confederatie is de sfeer nog grimmiger. De door de Unie opgelegde herstelbetalingen leiden tot hyperinflatie, waardoor spaargeld wordt weggevaagd en de economie wordt verlamd. Zwarten merken dat er feitelijk weinig tot niets verandert: ondanks het volledige burgerschap dat sommigen door hun legerdienst hebben verkregen, worden ze nog steeds als tweederangsburgers gezien en behandeld. Bovendien geven veel mensen hen de schuld van de nederlaag, ze zouden met de Rode Opstand van 1915-16 hun land 'in de rug' gestoken hebben.
In Richmond treedt een ex-sergeant uit het leger, Jake Featherston, als zevende lid toe tot een obscuur partijtje, genaamd de Freedom Party. Featherston weet al snel door zijn organisatietalent en spreekvaardigheid de partij uit te bouwen tot een grotere organisatie. Een toer leidt tot de oprichting van afdelingen in andere staten en steden. Al snel weet Featherston met behulp van penningmeester Ferdinand Koenig partijvoorzitter Anthony Dresser tot aftreden te dwingen. Featherson hamert op een enkel thema: wraak. Wraak op de aristocratische decadente Whig Party die door 'vriendjespolitiek' de oorlog zou hebben verloren. Wraak op de 'nikkers' die de Confederatie 'in de rug hadden gestoken' met hun Rode Opstand. En bovenal: wraak op de Verenigde Staten. Hij vindt gehoor bij een steeds groter publiek met goed georganiseerde shows. Anne Colleton, een voormalig plantage-eigenares die haar plantage was kwijtgeraakt en wier broer was gesneuveld in de Rode Opstand, steunt de Freedom Party financieel.
De Freedom Party heeft een gewelddadige harde kern die gekleed in kaki en wit politieke opponenten en negers terroriseren. Zij worden 'stalwarts' genoemd en worden al snel bekend om hun brutale en gewelddadige gedrag. Ze vallen bijeenkomsten van opponenten aan en terroriseren zwarten. Zwarte ondernemers worden afgeperst en moeten 'belasting' betalen. De politie durft nauwelijks tegen hen op te treden, en veel agenten zijn zelf lid van de partij. De blanke magistratuur heeft bovendien weinig op met de zwarten. Wanneer prominent Freedom Partylid en ex-duikbootkapitein Roger Kimball door zijn voormalig onderschikte Tom Brearly als oorlogsmisdadiger wordt ontmaskerd (zijn boot torpedeerde na de wapenstilstand de Amerikaanse destroyer USS Ericsson), wordt Brearly's huis door stalwarts in brand gestoken waarbij hij en zijn gezin omkomen. De twaalf beschuldigden worden allemaal vrijgesproken.
In de Verenigde Staten verkiest men dit probleem te negeren: men heeft meer belangstelling voor zaken dichter bij huis. Slechts Congreslid Flora Hamburger waarschuwt voor de instabiliteit en latente dreiging in het zuiden. Dit wordt nog duidelijker wanneer Theodore Roosevelt in 1919 de presidentsverkiezingen verliest van de socialist Upton Sinclair. Dit heeft echter ook gevolgen voor de politiek jegens de Confederatie: Upton Sinclair is meer geneigd tot verzoening met het zuiden dan de oude oorlogsleider Theodore Roosevelt.
In 1921 wordt in de CSA een wetsvoorstel van de Freedom Party aangenomen waarin repressies tegen zwarten die geen volwaardig burger van de CSA zijn wordt aangescherpt. De gehate pasboekjes maken hun rentree en zwarten moeten net zoals voor 1914 toestemming vragen voor verhuizingen, baanswisselingen en grote verplaatsingen. Hetzelfde jaar doet stelt de Freedom Party Jake Featherston kandidaat voor de pesidentsverkiezingen. Hij verliest nipt van Wade Hampton V van de Whigs, terwijl Ainsworth Layne van de Radical Liberals alleen maar in Sonora, Chihuahua en Cuba een significante aanhang heeft. Featherston verklaart luidkeels door te gaan: als hij in 1922 geen president wordt, dan vast en zeker in 1928.
De zaken lopen echter anders. Begin 1923 wordt de nieuwe president Wade Hampton V door een fanatieke stalwart in Birmingham, Alabama tijdens een toespraak doodgeschoten. Dit leidt tot een algehele antipathie jegens de Freedom Party. Anne Colleton trekt haar steun in. De Freedom Party leidt daarbij gevoelig gezichtsverlies wanneer Sylvia Enos, de weduwe van een USS Ericsson bemanningslid Roger Kimball doodschiet uit wraak voor het doden van haar man. Kort daarop stopt president Sinclair de herstelbetalingen van de CSA aan de USA, en voert de CSA een nieuwe dollar in, die stabiel blijkt. Hiermee wordt veel gras voor de voeten van Featherston weggemaaid en bij de Congresverkiezingen van 1923 verliest de partij dan ook fors. De dagen van de Freedom Party lijken geteld.